# 馬村区
馬村区（ばそん-く）は中華人民共和国河南省焦作市に位置する市轄区。

## 行政区画
- 街道:馬村街道、武王街道、馮営街道、九里山街道、待王街道、安陽城街道、演馬街道